# Monetazione tetrarchica
Per monetazione tetrarchica oppure monetazione della Tetrarchia si intende l'insieme delle monete emesse dalle zecche romane durante il periodo tetrarchico, dal momento dell'assunzione al trono di Diocleziano (284) alla fine della guerra civile che vide in Costantino I l'unico vincitore e regnante (324).

## Zecche tetrarchiche
La riforma monetaria di Diocleziano, iniziata nel 294, vide la creazione di una nuova serie di zecche imperiali dopo quelle sorte durante il precedente periodo dell'anarchia militare. Oltre a quella di Roma, erano distribuite nelle diverse province, ad eccezione della Hispania: ad Alessandria, Antiochia, Aquileia, Augusta Treverorum, Cartagine, Cizico, Heraclea, Lugdunum, Nicomedia, Serdica, Siscia, Tessalonica e Ticinum.
Con l'introduzione del sistema tetrarchico di Diocleziano, le "capitali" imperiali furono almeno quadruplicate (o forse più) a partire dal 293, portando così le stesse zecche a moltiplicarsi: Diocleziano, scelse Nicomedia (oltre ad Antiochia durante il periodo delle campagne contro i Sasanidi del 296-298); Massimiano, l'altro Augusto preferì averne due, con Mediolanum e Aquileia (utilizzata sia come porto fluviale-marittimo, sia come base militare, vista la sua vicinanza al limes dei Claustra Alpium Iuliarum); i due Cesari, Costanzo Cloro e Galerio, scelsero rispettivamente Augusta Treverorum e Sirmium. In seguito il primo utilizzò come seconda capitale Londinium, mentre il secondo (a partire dal 298/299), Tessalonica sul mar Egeo. In sostanza nel secondo periodo tetrarchico, i due Augusti ed i due Cesari cominciarono ad utilizzare almeno due sedi imperiali ciascuno: Massimiano, Mediolanum ed Aquileia, mentre Costanzo Cloro, Augusta Treverorum e Londinium (dopo il 296) in Occidente; Nicomedia ed Antiochia per Diocleziano, mentre Galerio utilizzò Sirmium (insieme a Felix Romuliana) e Thessalonica, in Oriente.

## Storia e tematiche principali per periodo
| Titolatura imperiale di Diocleziano | Numero di volte | Datazione evento |
| ----------------------------------- | --------------- | --- |
| Tribunicia potestas                 | 22 volte:       | la prima il 20 novembre del 284, poi il 10 dicembre del 284 e in seguito annualmente ogni 10 di dicembre fino al 304 |
| Consolato                           | 10 volte:       | nel 284 (I), 285 (II), 287 (III), 290 (IV), 293 (V), 296 (VI), 299 (VII), 303 (VIII), 304 (IX) e 308 (X). |
| Salutatio imperatoria               | 21 volte:       | la prima il 20 novembre del 284, poi annualmente ogni 20 di novembre fino al 304 |
| Titoli vittoriosi                   |                 | Adiabenicus nel 298 (I); Armeniacus Maximus nel 298 (I); Britannicus Maximus nel 297 (I); Carpicus Maximus nel 297 (I) e quattro iterazioni nel periodo 301-304 (V); Germanicus Maximus nel 285 (I), nel 286 (II), nel 287 (III), nel 288 (IV), nel 293 (V) e nel 299 (VI); Gothicus Maximus nel 294 (I); Medicus Maximus nel 298 (I); Parthicus Maximus nel 298; Persicus Maximus nel 290 (I) e 298 (II); Restitutor orbis e Conservator orbis nel 286 (I) e 293 (II); Sarmaticus Maximus nel 289 (I), 292 (II), 294 (III) e nel 299 (IV). |
| Altri titoli                        |                 | Augustus (nel 284), Pater Patriae (nel 284), Iovius (nel 286) e Pontifex Maximus (nel 284). |

### Monetazione della diarchia (285 - 293)
Con la morte dell'imperatore Numeriano nel novembre del 284 (a cui il padre Caro aveva affidato l'Oriente romano), ed il successivo rifiuto delle truppe orientali di riconoscere in Carino (il primogenito di Caro), il naturale successore, fu elevato alla porpora imperiale un validissimo generale di nome Diocleziano.
La guerra civile che ne scaturì inevitabilmente vide, in un primo momento, la vittoria di Carino sulle armate pannoniche dell'usurpatore, Giuliano, ed in seguito la sconfitta delle sue armate e morte (a causa di una congiura dei suoi stessi generali), sul fiume Margus nei pressi dell'antica città e fortezza legionaria di Singidunum ad opera di Diocleziano (primavera del 285).
Ottenuto il potere, Diocleziano nominò nel novembre del 285 come suo vice in qualità di cesare, un valente ufficiale di nome Marco Aurelio Valerio Massimiano, che pochi mesi più tardi elevò al rango di augusto il 1º aprile del 286 (chiamato ora Nobilissimus et frater), formando così una diarchia in cui i due imperatori si dividevano su base geografica il governo dell'impero e la responsabilità della difesa delle frontiere e della lotta contro gli usurpatori.
Diocleziano, che si considerava sotto la protezione di Giove (Iovio), mentre Massimiano era sotto la protezione "semplicemente" di Ercole (Erculio, figlio di Giove), manteneva però la supremazia. Tale sistema, concepito da un soldato come Diocleziano, non poteva che essere estremamente gerarchizzato.
| La diarchia di Diocleziano e Massimiano (285-293) | La diarchia di Diocleziano e Massimiano (285-293) | La diarchia di Diocleziano e Massimiano (285-293)                                                             | La diarchia di Diocleziano e Massimiano (285-293) | La diarchia di Diocleziano e Massimiano (285-293) | La diarchia di Diocleziano e Massimiano (285-293)      | La diarchia di Diocleziano e Massimiano (285-293)                                                                    |
| Immagine                                          | Valore                                            | Dritto | Rovescio | Datazione                                         | Peso; diametro                                         | Catalogazione |
| ------------------------------------------------- | ------------------------------------------------- | --- | --- | ------------------------------------------------- | ------------------------------------------------------ | --- |
|                                                   | Antoniniano                                       | IMP CC VAL DIOCLETIANUS PF AVG, testa radiata di Diocleziano e busto con drappeggio e corazza verso destra.   | IOVI CONSERVAT, Giove in piedi di fronte, la testa verso sinistra tiene un fulmine ed uno scettro; VI (oficina) XXI T.                                                                          | 285                                               | 21 mm, 3.84 g, 11 h (zecca di Ticinum, sesta officina) | Cfr. RIC V 222. |
|                                                   | aureo                                             | IMP C M AVR VAL MAXIMIANVS AUG, testa laureata e busto con corazza verso destra.                              | IOVI CO-NSER-VAT AUGG(ustorum), Giove in piedi verso sinistra, tiene un fulmine ed uno scettro.                                                                                                 | 286                                               | 5.11 gm (zecca di Roma)                                | Cfr. RIC V 492 var. (retro con legenda); Depeyrot 2B/3 var. (idem); Cohen 348 var. (idem).                           |
|                                                   | aureo                                             | IMP C C VAL DIOCLETIANVS P F AUG, testa laureata e busto con corazza verso destra.                            | IOVI CONSE-RVATORI ORBIS, Giove in piedi verso sinistra, tiene la Vittoria su un globo nella mano destra; uno scettro nella sinistra.                                                           | 286/287                                           | 4.49 gr, 6 h (zecca di Cizico)                         | Cfr. RIC VI 299; Depeyrot 2/3; Calicó 4524.                                                                          |
|                                                   | Antoniniano                                       | IMP C M AUR VAL MAXIMIANUS PF AVG, testa radiata di Massimiano e busto con drappeggio e corazza verso destra. | IOVI CONS-ERVAT, Giove in piedi di fronte, la testa verso sinistra, tiene un fulmine ed uno scettro; T(ertia oficina) XXI T.                                                                    | 287                                               | 22 mm, 3.80 gr, 5 h (zecca di Ticinum, terza officina) | RIC V 558. |
|                                                   | aureo                                             | DIOCLETIANVS AVGVSTVS, testa laureata verso destra.                                                           | COS IIII, Diocleziano a cavallo, avanza verso destra, tiene la mano destra alzata in segno di saluto.                                                                                           | 287-289, dopo la riforma.                         | 20mm, 6.38 g, 6h (zecca di Cizico)                     | Cfr. RIC 287; Lukanc, Diocletianvs p. 215, 3; Depeyrot 7/2 (same obverse die); Calicó 4445; Bastien, Donativa p. 62. |
|                                                   | antoniniano                                       | IMP DIOCLETIANVS SP AVGVSTVS, testa radiata, busto con drappeggio e corazza verso destra.                     | CONCORDIA MILITUM, L'iimperatore Diocleziano in piedi verso destra, tiene uno scettro e riceve la Vittoria su un globo da Giove rivolto verso sinistra che tiene uno scettro; in esergo Δ ·XXI. | 291                                               | 20 mm, 3.40 gr, 5h (zecca di Eraclea Sintica)          | Cfr. RIC V 284. |
| N.B.: Qui sopra alcuni esempi.                    |                                                   | | |                                                   |                                                        | |

### Monetazione della prima tetrarchia (293 - 1º maggio 305)
Nel 293 Diocleziano procedette a una divisione funzionale e territoriale dell'intero impero in quattro parti, al fine di facilitare le operazioni militari. Nominò così come suo cesare  per l'oriente Galerio e Massimiano fece lo stesso con Costanzo Cloro per l'occidente. Questo evento fu celebrato anche dalla monetazione dell'anno con un multiplo di ben 10 aurei (gr.54,30 e diam. di 37 mm). L'impero fu così diviso in quattro macro-aree:
- le province orientali e l'Egitto (capitale: Nicomedia[30]), governate fino al 299 da Galerio e poi da Diocleziano
- le province balcaniche (capitale: Sirmio e dal 299 Tessalonica), poste sotto il controllo di Diocleziano fino al 299 e poi affidate a Galerio
- Massimiano governava su Italia, Spagna e Africa settentrionale (capitale: Mediolanum[30])
- Costanzo Cloro ebbe in affidamento la Gallia e la Britannia (capitale: Augusta Treverorum)

Il sistema si rivelò efficace per la stabilità dell'impero e rese possibile agli augusti di celebrare i vicennalia, ossia i vent'anni di regno, come non era più successo dai tempi di Antonino Pio. Restava da mettere alla prova il meccanismo della successione: il 1º maggio del 305 Diocleziano e Massimiano abdicarono.
Rispetto alla monetazione, è in questo periodo (con ogni probabilità tra il 293 ed il 294) che va collocata la riforma valutaria attuata da Diocleziano, che portò all'introduzione di un aureo dal peso medio di 5.4 g, di una moneta in argento (argenteus) dal peso medio di poco superiore ai 3 g. e di una in bronzo (follis), con le relative frazioni, dal peso medio di 10 g.
Le zecche imperiali operanti tra il 294 ed il 305 sono diverse, benché ognuna con caratteristiche funzionali peculiari:
- Alessandria: zecca fondamentale a servizio della florida economia egiziana, batteva monete in oro, argento e bronzo. I coni presentavano solo legende in greco fino al 294, quando furono sostituiti gradualmente da legende in latino.
- Antiochia: zecca principale tra quelle collocate nelle province orientali, batteva monete in oro, argento e bronzo.
- Aquileia: inaugurata nel 294, batteva monete in oro argento e bronzo.
- Augusta Treverorum: inaugurata forse poco prima della riforma monetaria voluta da Diocleziano, trasferendo personale e mezzi da quella già attiva di Lugdunum, la zecca divenne la principale tra quelle collocate nelle provincie galliche in età tetrarchica. Batteva monete in oro, argento e bronzo.
- Cartagine: inaugurata attorno al 296, batteva monete in oro, argento e bronzo.
- Cizico: la zecca, già attiva prima del 294, cessò di operare attorno al 299. Nel 305, con l'istituzione della seconda tetrarchia, fu riattivata. Batteva monete in oro, argento e bronzo.
- Heraclea: inaugurata da Diocleziano in un periodo antecedente alla sua riforma monetaria, rimase attiva fino al 298. Nel 305, con l'istituzione della seconda tetrarchia, fu riattivata. Batteva monete in argento e bronzo.
- Londinium: inaugurata dall'usurpatore Carausio, dopo la riconquista della Britannia completata da Costanzo nel 296, la zecca continuò le sue produzioni. Batteva monete solo in bronzo.
- Lugdunum: la zecca, la più antica tra quelle collocate nelle provincie galliche, perse di importanza a favore di quella di  Augusta Treverorum, benché continuasse regolarmente le proprie produzioni. Batteva monete solamente in bronzo.
- Nicomedia: la zecca fu inaugurata nel 294 ma rimase operativa solo fino al 295, per poi essere riattivata nel 303. Batteva monete in oro, argento e bronzo.
- Roma: la zecca dell'Urbe continuò le sue produzioni in oro, argento e bronzo.
- Serdica: la zecca cittadina, inaugurata sotto l'imperatore Probo, rimase inattiva nel periodo tetrachico fino al 303, quando sono attestate le prime produzioni. Fino all'istituzione della seconda tetrarchia nel 305, batteva monete solo in argento e bronzo.
- Siscia: la zecca, già operativa prima del periodo tetrarchico, continuò le sue produzioni anche dopo il 294. Batteva monete in oro argento e bronzo.
- Tessalonica: la zecca fu inaugurata tra il 298 ed il 299 e rimase attiva fino al 303. Le produzioni ripresero solo nel 308. Batteva monete in oro, argento e bronzo.
- Ticinum: la zecca, già operativa prima del periodo tetrarchico, continuò le sue produzioni anche dopo il 294. Batteva monete in oro, argento e bronzo.

| Primo periodo tetrarchico (294-305) | Primo periodo tetrarchico (294-305) | Primo periodo tetrarchico (294-305)                                                                                 | Primo periodo tetrarchico (294-305) | Primo periodo tetrarchico (294-305) | Primo periodo tetrarchico (294-305)               | Primo periodo tetrarchico (294-305)                                                        |
| Immagine                            | Valore                              | Dritto | Rovescio | Datazione                           | Peso; diametro                                    | Catalogazione                                                                              |
| ----------------------------------- | ----------------------------------- | --- | --- | ----------------------------------- | ------------------------------------------------- | ------------------------------------------------------------------------------------------ |
|                                     | argenteo                            | CONSTAN-TIVS NOB CAES, testa di Costanzo Cloro laureata verso destra;                                               | VIRTVS MILITVM, i quattro tetrarchi che effettuano dei sacrifici sopra un tripode davanti ad una città con sei torri; "C" in esergo.               | 294                                 | 19 mm, 3.29 g, 12 h; zecca di Augusta Treverorum. | RIC RIC VI 110a; Schulten Em. 3 (type not illustrated); Jeločnik 95, pl. XII, 9; RSC 312b. |
|                                     | argenteo                            | CONSTANTIUS CAESAR, testa laureata e busto con corazza.                                                             | VICTORIAE SARMATICAE, i 4 tetrarchi effettuano un sacrificio beneaugurante all'interno di 4 mura, *-Γ ai lati, ANT in esergo.                      | 294/295                             | 3.36 gm                                           | RIC VI 33a; RSC 291b.                                                                      |
|                                     | argenteo                            | MAXIMIA-NUS AUG, testa laureata e busto verso destra.                                                               | VICTORI-A SARMAT(ica), i tetrarchi che compiono un sacrificio davanti alla porta di un accampamento con sei torri.                                 | 295                                 | 19 mm, 3.40 gr (Zecca di Ticinum)                 | Cfr. RIC VI 16b; Jelocnik 37; RSC 548d.                                                    |
|                                     | argenteo                            | DIOCLETIA-NUS AUG, testa laureata e busto verso destra.                                                             | VICTORI-A SARMAT(ica), i tetrarchi che compiono un sacrificio davanti alla porta di un accampamento con sei torri; B in esergo.                    | 295/297                             | 20 mm, 2.97 gr (zecca di Roma)                    | Cfr. RIC VI 37a; Jelocnik 55 var.; RSC 488g.                                               |
|                                     | argenteo                            | MAXIMIANVS CAES AUG (Galerio), testa laureata e busto verso destra.                                                 | VICTORI-A SARMAT(ica), i tetrarchi che compiono un sacrificio davanti alla porta di un accampamento con sei torri; Γ in esergo.                    | 295/297                             | 18 mm, 3.33 gr, 11 h (zecca di Roma, 3° officina) | Cfr. RIC VI 39; Jelocnik 84b; RSC 208†d.                                                   |
|                                     | Æ Follis                            | IMP MAXIMIANUS P F AVG, busto di Massimiano rivolto verso destra laureato.                                          | GENIO POPV-LI ROMANI, Il Genio del popolo romano verso sinistra, tiene in mano una patera ed una cornucopia; in esergo AQ P(rima).                 | 296                                 | 28 mm, 12.97 gr; prima officina.                  | RIC VI 23b; Paolucci 32.                                                                   |
|                                     | aureo                               | DIOCLETIA-NUS AUGUSTUS, testa laureata e busto verso destra.                                                        | Diocleziano in piedi verso sinistra, tiene un globo ed uno scettro; una stella sulla sinistra; stella a sinistra e SMAΣ in esergo.                 | 296/297                             | 5.30 g, 6h                                        | Cfr. RIC VI 22 (CONSVL VII); Lukanc -; Depeyrot -; cf. Calicó 4440.                        |
|                                     | Æ Follis                            | CONSTANTIVS NOBIL C, busto di Costanzo Cloro laureato verso destra, con lorica e paludamento sulla spalla sinistra; | GENIO POPV-LI ROMANI, il Genio in piedi verso sinistra, tiene una patera ed una cornucopia; B-una stella ai lati, TR in esergo.                    | 298/299                             | 28 mm, 12 gr; zecca di Augusta Treverorum         | RIC VI 329.                                                                                |
|                                     | Æ Follis                            | IMP IMP MAXIMIANVS P AUG, testa di Massimiano laureata verso destra;                                                | GENIO POPV-LI ROMANI, il Genio in piedi verso sinistra, tiene una patera ed una cornucopia; A-G ai lati, TR in esergo.                             | 296/297                             | 10.91 gr; zecca di Augusta Treverorum.            | RIC RIC VI 181b.                                                                           |
|                                     | Æ Follis                            | IMP C DIOCLETIANVS PF AVG, testa laureata e busto verso destra.                                                     | GENIO POPVLI ROMANI, il Genio tiene una patera ed una cornucopia; una stella a sei raggi a sinistra e STO in esergo.                               | 296/297                             | 27 mm, 11.36 gr, 7 h (zecca di Ticinum)           | Cfr. RIC VI 31a.                                                                           |
|                                     | Æ Follis                            | CONSTANTIUS NOB(ilis) CAES(ar), busto di Diocleziano rivolto verso destra laureato.                                 | SACR MONETA AVGG ET CAESS NOSTR, la Moneta in piedi verso sinistra, tiene una bilancia ed una cornucopia; sul lato sinistro II; in esergo AQ Γ.    | 301                                 | 27 mm, 11.17 gr, 6 h; terza officina.             | RIC VI 32a.                                                                                |
|                                     | argenteo                            | MAXIMIA-NVS NOB(ilis) Caesar, testa laureata verso destra.                                                          | VIRTV-S MI-LITVM, campo con 4 torri; porta aperta; T S•G in esergo.                                                                                | 302                                 | 20mm, 3.37 gm, 6h.                                | RIC Galerius, VI 12b; Pink, Silberprägung, pg. 29; Hunter 42; RSC 227. EF. Rara.           |
|                                     | Æ Follis                            | IMP MAXIMIANUS P F AVG, busto di Massimiano rivolto verso destra laureato.                                          | SACR MONETA AVGG ET CAESS NOSTR, la Moneta in piedi verso sinistra, tiene una bilancia ed una cornucopia; ai lati * - VI; in esergo AQ S(ecunda).  | 302-303                             | 26 mm, 9.44 gr, 6h; seconda officina.             | RIC VI 35b.                                                                                |
|                                     | Æ Follis                            | IMP DIOCLETIANUS P F AVG, busto di Diocleziano rivolto verso destra laureato.                                       | SACR MONETA AVGG ET CAESS NOSTR, la Moneta in piedi verso sinistra, tiene una bilancia ed una cornucopia; ai lati * - III; in esergo AQ S(ecunda). | 303                                 | 27 mm, 9.04 gr, 6 h; seconda officina.            | RIC VI 37a.                                                                                |
|                                     | Æ Follis                            | IMP C MAXIAMIANUS PF AVG, testa laureata e busto verso destra.                                                      | FIDES MILITUM, la Fede seduta sul trono, tiene delle insegne in ogni mano; T(ertia) T in esergo.                                                   | 305                                 | 27 mm, 11.40 gr, 7 h (zecca di Ticinum)           | RIC VI 55b.                                                                                |
| N.B.: Qui sopra alcuni esempi.      |                                     | | |                                     |                                                   |                                                                                            |

### Monetazione della seconda tetrarchia (1º maggio 305 - 25 luglio 306)
Il 1º maggio del 305 Diocleziano e Massimiano abdicarono (ritirandosi il primo a Spalato ed il secondo in Lucania). Il sistema di successione prevedeva che i loro rispettivi due cesari diventassero augusti (Galerio per l'oriente e Costanzo Cloro per l'occidente), provvedendo che a questi ultimi venissero affiancati a loro volta i propri successori designati (i nuovi cesari): Diocleziano si convinse, probabilmente seguendo l'indicazione di Galerio, a nominare Massimino Daia (un nipote dello stesso Galerio) cesare d'oriente e Flavio Valerio Severo (un amico di Galerio) cesare d'occidente.
Galerio, divenuto Augusto, continuò a governare sulle provincie balcaniche e aggiunse ai territori posti sotto il suo controllo quelle dell'Asia minore, mentre il suo collega Costanzo, oltre alla Gallia e alla Britannia, si assegnò anche le provincie iberiche; a Massimino furono invece demandate le provincie orientali e L'l'Egitto, così come a Severo l'Italia, la Pannonia e le provincie Africane. Il sistema rimase invariato fino alla morte di Costanzo Cloro avvenuta ad Eburacum il 25 luglio del 306.
Rispetto alla monetazione, non si registrano variazioni rispetto al sistema valutario introdotto da Diocleziano, ne l'inaugurazione di nuove zecca da aggiungere all'elenco di quelle già operative nel periodo 293-305.
| Secondo periodo tetrarchico (305-306) | Secondo periodo tetrarchico (305-306) | Secondo periodo tetrarchico (305-306) | Secondo periodo tetrarchico (305-306) | Secondo periodo tetrarchico (305-306) | Secondo periodo tetrarchico (305-306)                      | Secondo periodo tetrarchico (305-306) |
| Immagine                              | Valore                                | Dritto | Rovescio | Datazione                             | Peso; diametro                                             | Catalogazione                         |
| ------------------------------------- | ------------------------------------- | --- | --- | ------------------------------------- | ---------------------------------------------------------- | ------------------------------------- |
|                                       | Æ Follis                              | IMP MAXIMIANUS (si intende in questo caso: Gaio Galerio Valerio Massimiano) P F AVG, busto di Galerio rivolto verso sinistra laureato, con elmo e corazza. Tiene la lancia o uno scettro sulla spalla destra, scudo al braccio. | VIRTUS AVGG ET CAESS NOSTR, l'Imperatore Galerio, scudo al braccio sinistro, a cavallo verso destra; trafigge un nemico a terra, mentre un secondo nemico e sdraiato a terra; in esergo AQ P(rima). | 305-306                               | 28 mm, 8.64 gr, 6 h; prima officina.                       | RIC VI 66b.                           |
|                                       | Æ Follis                              | FL VAL SEVERVS NOBIL C(aesar), busto di Flavio Valerio Severo rivolto verso sinistra laureato, busto con corazza. | GENIO POPV-LI ROMANI, il Genio in piedi verso sinistra tiene una patera ed un cornucopia; ai lati S-F, in esergo P(rima) TR.                                                                        | 305-307                               | 8.04 gr; prima officina della zecca di Augusta Treverorum. | RIC VI 650a.                          |
| N.B.: Qui sopra alcuni esempi.        |                                       | | |                                       |                                                            |                                       |

### Monetazione della terza tetrarchia (25 luglio 306 - 11 novembre 308)
Morto Costanzo Cloro (25 luglio del 306), il sistema andò in crisi: il figlio illegittimo dell'Augusto defunto, Costantino, venne acclamato imperatore dalle truppe britanniche, venendo legittimato da Galerio e inserito all'interno del sistema tetrarchico con il rango di cesare, mentre Severo divenne il nuovo augusto d'occidente. Qualche mese più tardi, Massenzio, figlio del vecchio augusto Massimiano Erculio, si fece acclamare, grazie all'appoggio di ufficiali come Marcelliano, Marcello, Luciano e dai pretoriani, ripristinando il principio dinastico.
Galerio si rifiutò di riconoscere Massenzio e inviò a Roma Severo (che si trovava a Mediolanum) con un esercito, allo scopo di deporlo. Poiché, però, gran parte dei soldati di Severo avevano servito sotto Massimiano, dopo aver accettato denaro da Massenzio disertarono in massa. Severo fuggì a Ravenna, dove fu assediato dal padre di Massenzio, Massimiano. La città era molto ben fortificata, cosicché Massimiano offrì delle condizioni per la resa che Severo accettò: fu preso da Massimiano e ucciso. Lo stesso Galerio tentò in seguito di marciare verso Roma per deporre l'usurpatore ma senza successo. Massenzio rafforzò quindi la propria posizione, consolidano il proprio potere non solo in Italia ma anche nelle provincie Africane, che si erano schierate a suo favore.
L'11 novembre 308 si tenne a Carnuntum, sull'alto Danubio, un incontro cui parteciparono Galerio, che lo organizzò, Massimiano e Diocleziano, richiamato da Galerio. In questa occasione venne riorganizzata una quarta tetrarchia: Massimiano fu obbligato ad abdicare, Costantino fu nuovamente degradato a cesare, mentre Licinio, un leale commilitone di Galerio, fu nominato augusto d'Occidente.
Il sistema di valuta monetaria preesistente, nonostante i notevoli stravolgimenti politico-istituzionali, rimase grosso modo invariato, con l'eccezione della monetazione bronzea (follis), il cui peso medio iniziò a essere ridotto e ad attestarsi tra i 7.5 e i 5 g.
Delle zecche attive nei periodi precedente, alcune cessarono di operare temporaneamente (Cartagine ed Heraclea, entrambe chiuse nel 307 e poi riaperte nel 308) altre definitivamente (Serdica). Una nuova fu invece inaugurata da Massenzio a Ostia nella seconda metà del 308 per la produzione di monete in oro, argento e bronzo.
| Terzo periodo tetrarchico (306-308) | Terzo periodo tetrarchico (306-308) | Terzo periodo tetrarchico (306-308)                                                                                           | Terzo periodo tetrarchico (306-308) | Terzo periodo tetrarchico (306-308)                                                                           | Terzo periodo tetrarchico (306-308)                          | Terzo periodo tetrarchico (306-308) |
| Immagine                            | Valore                              | Dritto | Rovescio | Datazione | Peso; diametro                                               | Catalogazione                       |
| ----------------------------------- | ----------------------------------- | --- | --- | --- | ------------------------------------------------------------ | ----------------------------------- |
|                                     | Æ Follis                            | IMP C SEVERUS PF AUG, busto di Flavio Valerio Severo rivolto verso destra laureato.                                           | FIDE MILITUM AUGG ET CAESS NN, la Fides in piedi di fronte, il viso verso sinistra, tiene in entrambe le mani due vexilla militari; in esergo AQ S(secunda).                                                                 | 306-307 | 27 mm, 11.78 gr, 6h; seconda officina.                       | RIC VI 76b.                         |
|                                     | Æ Follis                            | IMP MAXENTIVS P F AVG CONS II, testa laureata verso destra di Massenzio, busto con mantello che tiene uno scettro con aquila. | CONSERV VRB SVAE, Roma seduta di fronte su uno scudo, la testa girata verso sinistra, in un tempio esastilo, tiene un globo ed uno scettro di fronte all'imperatore Massenzio, ai loro piedi un prigioniero; in esergo AQ Γ. | 307 | 24 mm, 5.71 gr, 6 h; terza officina della zecca di Aquileia. | RIC VI 113.                         |
|                                     | Æ Follis                            | IMP CONSTANTINVS P F AVG, testa laureata verso destra e busto con corazza.                                                    | MARTI PATRI PROPVGNATORI (che combatte o che difende i confini imperiali), Marte che avanza verso destra e tiene in mano una lancia ed uno scudo; ai lati T F e in esergo P TR.                                              | 307-308 (vengono celebrati i primi successi in Gallia contro i Germani e l'avvenuta difesa del limes renano). | 25 mm, 6.52 gr, 5 h; zecca di Augusta Treverorum.            | RIC Constantinus I, VI 776.         |
|                                     | Æ Follis                            | MAXENTIVS P F AVG, testa laureata verso destra, busto con mantello.                                                           | CONSERV VRB SVAE, Roma seduta di fronte, la testa girata verso sinistra, in un tempio esastilo, tiene un globo ed uno scettro; in esergo T T(ertia).                                                                         | 307/308 | 25 mm, 6.22 gr, 7 h; terza officina della zecca di Ticinum.  | RIC VI 95.                          |
|                                     | Æ Follis                            | IMP CONSTANTINVS P F AVG, testa laureata verso destra e busto con corazza e drappeggio.                                       | MARTI PATRI CONSERVATORI (che conserva i confini imperiali), Marte in piedi rivolto verso destra, che tiene in mano una lancia ed uno scudo; ai lati S A e sotto P TR.                                                       | 307-308 (vengono celebrati i primi successi in Gallia contro i Germani e l'avvenuta difesa del limes renano). | 26 mm, 6.72 gr, 5 h; zecca di Augusta Treverorum.            | RIC Constantinus I, VI 774.         |
| N.B.: Qui sopra alcuni esempi.      |                                     | | | |                                                              |                                     |

### Monetazione della quarta tetrarchia (11 novembre 308 - 5 maggio 311)
Il quarto periodo tetrarchico, iniziato l'11 novembre del 308, terminò il 5 maggio del 311 quando Galerio morì e Massimino Daia si impadronì dell'Oriente, lasciando a Licinio il solo Illirico. L'Italia, comprese le sue zecche rimasero nelle mani dell'usurpatore Massenzio, figlio di Massimiano.
| Quarto periodo tetrarchico (308-311) | Quarto periodo tetrarchico (308-311) | Quarto periodo tetrarchico (308-311)                                                                             | Quarto periodo tetrarchico (308-311) | Quarto periodo tetrarchico (308-311) | Quarto periodo tetrarchico (308-311)               | Quarto periodo tetrarchico (308-311)            |
| Immagine                             | Valore                               | Dritto | Rovescio | Datazione                            | Peso; diametro                                     | Catalogazione                                   |
| ------------------------------------ | ------------------------------------ | --- | --- | ------------------------------------ | -------------------------------------------------- | ----------------------------------------------- |
|                                      | follis di bronzo                     | GAL(lerius) • MAXIMINVS P F AVG(ustus), testa laureata verso destra.                                             | VIRTVTI E-XERCITVS, Marte che avanza verso destra, tiene un trofeo in mano ed una lancia; *-B (2° officina) ai lati e •SM•TS in esergo.                                                                                                   | 308-310                              | 26mm, 6.22 gm, 5h; 2° officina.                    | RIC Galerius, VI 37a. EF, patina marrone scura. |
|                                      | Æ Follis                             | IMP MAXENTIVS P F AVG CONS II, testa laureata verso destra, busto con mantello che tiene uno scettro con aquila. | CONSERV VRB SVAE, Roma seduta di fronte, la testa girata verso sinistra, in un tempio esastilo, tiene un globo ed uno scettro; in esergo AQ S(secunda).                                                                                   | 309                                  | 5.69 gr; seconda officina.                         | RIC VI 125.                                     |
|                                      | Æ Follis                             | IMP C MAXENTIVS P F AVG, profilo laureato verso destra                                                           | AETE- RNITAS AVG N; Dioscuri in piedi uno di fronte l'altro, con pileosormontato da una stella e clamide. Entrambi impugnano la lancia e tengono le redini dei loro cavalli, al centro, ciascuno con una zampa alzata. In esergo: M OST P | 309/311                              | 6.41 gr (zecca di Ostia).                          | RIC VI 35.                                      |
|                                      | Æ Follis                             | IMP CONSTANTINVS AVG, testa laureata verso destra e busto con corazza.                                           | SOLI INVICTO COMITI, testa del Sol Invictus verso destra con la corona radiata. | 310-313                              | 23 mm, 4.86 gr, 12 h; zecca di Augusta Treverorum. | RIC Constantinus I, VI 890.                     |
|                                      | follis di bronzo                     | DIVO MAXIMIANUS, testa verso destra.                                                                             | MEM (=memoria) DIVI Massimiano, con rappresentato il mausoleo di Tessalonica, con in cima un'aquila; G a lato sulla destra ed SMTS in esergo.                                                                                             | 311                                  | 4.87 g, 23.6 mm.                                   | RIC Galerius, VI 48.                            |
| N.B.: Qui sopra alcuni esempi.       |                                      | | |                                      |                                                    |                                                 |

### Monetazione della quinta tetrarchia (5 maggio 311 - agosto 313)
Ora l'impero romano era nuovamente diviso in quattro parti: Massimino Daia e Licinio in Oriente, Costantino e Massenzio in Occidente. Si trattava della "quinta tetrarchia". In realtà poco dopo Massimino, Costantino e Licinio si coalizzarono per eliminare il primo dei quattro augusti: Massenzio che possedeva ora Italia ed Africa. Così nel 312, Costantino, riunito un grande esercito, mosse alla volta dell'Italia attraverso le Alpi, fino a scontrarsi con l'esercito di Massenzio nella decisiva battaglia di Ponte Milvio, il 28 ottobre del 312. Massenzio fu sconfitto ed ucciso. Con la morte di Massenzio, tutta l'Italia passò sotto il controllo di Costantino. Poi nel febbraio del 313, Licinio e Costantino si incontrarono a Mediolanum, dove i due strinsero un'alleanza (rafforzata dal matrimonio di Licinio con la sorella di Costantino, Flavia Giulia Costanza), che prevedeva di eliminare il terzo imperatore, Massimino Daia. Licinio lo affrontò e sconfisse nella battaglia di Tzirallum il 30 aprile di quest'anno. Massimino Daia, morì pochi dopo (agosto). Restavano ora solo due augusti: Costantino per l'Occidente e Licinio per l'Oriente.
| Quinto periodo tetrarchico (311-313) | Quinto periodo tetrarchico (311-313) | Quinto periodo tetrarchico (311-313)                                                       | Quinto periodo tetrarchico (311-313) | Quinto periodo tetrarchico (311-313) | Quinto periodo tetrarchico (311-313)                     | Quinto periodo tetrarchico (311-313)                   |
| Immagine                             | Valore                               | Dritto                                                                                     | Rovescio | Datazione | Peso; diametro                                           | Catalogazione                                          |
| ------------------------------------ | ------------------------------------ | ------------------------------------------------------------------------------------------ | --- | --- | -------------------------------------------------------- | ------------------------------------------------------ |
|                                      | Æ Follis                             | IMP LIC LICINIVS P F AVG, testa laureata verso destra, con drappeggio e corazza.           | IOVI CONSER-VATORI AVGG(orum) NN, Giove in piedi verso sinistra, tiene la Vittoria che è rivolta verso destra su un globo e tiene una ghirlanda, ed uno scettro; un'aquila si trova ai suoi piedi sulla sinistra, la testa verso Giove, tiene un rametto nel suo becco (1° officina), •TS•A• in esergo. | 312-313 | 24 mm, 3.85 g; 1° officina di Tessalonica.               | RIC Licinius, VI 60.                                   |
|                                      | Æ Follis                             | IMP C GAL VAL MAXIMINUS PF AUG, testa laureata verso destra.                               | IOVI CONS-ERVATORI, Giove in piedi verso sinistra, tiene una lancia appoggiata a terra nella sinistra e nella destra una Vittoria; a sinistra una stella, a destra H, in esergo ANT. | 312 | (21 mm, 4.61 gr, 12 h; zecca di Antiochia (8° officina). | RIC IV.                                                |
|                                      | Æ Follis                             | CONSTANTINVS PF AVG, testa laureata e busto con corazza verso destra.                      | MARS CON-SERVATORI, il dio Marte della guerra in piedi verso destra, tiene uno scudo ed una lancia riversa; T(ertia oficina) T(icinensis) in esergo. | 312/313 | 20 mm, 3.47 gR, 6 h (zecca di Ticinum, terza officina)   | RIC VI 124a.                                           |
|                                      | Æ Follis                             | CONSTANTINUS PF AVG, testa laureata verso destra e busto con corazza.                      | MARTI CON-SERVATORI, Marte in piedi verso destra, tiene una lancia ed uno scudo appoggiato a terra; in esergo AQ P(rima). | ottobre 312 - inizi 313 (celebra la vittoria di ponte Milvio)                                                                                               | 22 mm, 5.02 gr; prima officina.                          | RIC VI 139.                                            |
|                                      | Aureo                                | CONSTAN-TINUS AUG AVG, testa laureata verso destra.                                        | [...] ROMANORUM, Alemannia seduta sopra ad un trofeo; Alemannia in esergo. | 312-313 | 4.63 gr; zecca di Augusta Treverorum.                    | RIC Constantinus I, VI 823; Depeyrot 18/2; Alföldi 19. |
|                                      | solido                               | IMP C GAL VAL MAXIMINVS P(ius) F(elix) AVG, testa laureata di Massimino Daia verso destra; | HERCVLI VICTORI, Ercole con testa laureata, in peidi di fronte, la testa verso destra, tiene una mazza ed una pelle di leone sopra il suo braccio; B / SMHT in esergo. | 313 (moneta che sembra celebrare qualche vittoria, forse quella su Armeni e Persiani sasanidi, prima dello scontro decidsivo tra Massimino Daia e Licinio); | 21 mm, 5.47 gr (zecca di Heracela Sintica);              | RIC VI 77.                                             |
| N.B.: Qui sopra alcuni esempi.       |                                      |                                                                                            | | |                                                          |                                                        |

### Monetazione della diarchia Costantino-Licinio (agosto 313 - dicembre 324)
Per undici anni l'Impero romano fu retto da Costantino e Licinio, più tardi affiancati dai loro rispettivi figli, nominati Cesari. A partire, infatti, dal 317, dopo un primo scontro armato avvenuto presso Mardia, i due Augusti scesero a patti, firmando una tregua (1º marzo 317). Licino dovette cedere a Costantino l'Illirico. In cambio Licinio ottenne la possibilità di governare autonomamente la sua parte dell'Impero. Erano sorti così due regni "separati" ed indipendenti, ben lontani dal progetto tetrarchico di Diocleziano, che prevedeva una "unità" imperiale. Con la fine delle ostilità i due Augusti elevarono a Cesari i loro stessi figli (Serdica il 1º marzo del 317): Crispo (a cui fu affidata la Gallia) e Costantino II per Costantino, mentre Valerio Liciniano Licinio per Licinio.
Lo scontro finale avvenne pochi anni più tardi, quando nel 323, un'orda di Goti, che avevano deciso di attraversare l'Istro, tentarono di devastare i territori romani della Mesia inferiore e della Tracia. Costantino, informato di ciò, marciò contro di loro, penetrando però nei territori dell'altro augusto Licinio e ricevendo tutta una serie di proteste ufficiali da parte dello stesso, che sfociarono nella fase finale della guerra civile tra i due. Nel 324 si ebbero una serie di scontri tutti favorevoli a Costantino (ad Adrianopoli, Bisanzio, nell'Ellesponto, e Crisopoli) che portarono Licinio, ora assediato ora a Nicomedia, a consegnarsi al suo rivale, il quale lo mandò in esilio come privato cittadino a Tessalonica (messo poi a morte l'anno successivo). Costantino era ora l'unico padrone del mondo romano. Per questo motivo la monetazione degli anni successivi ne celebrò la sua unità con la scritta "Restitutor Orbis".
| Diarchia Costantino-Licinio (313-324) | Diarchia Costantino-Licinio (313-324) | Diarchia Costantino-Licinio (313-324)                                                                   | Diarchia Costantino-Licinio (313-324) | Diarchia Costantino-Licinio (313-324) | Diarchia Costantino-Licinio (313-324)                    | Diarchia Costantino-Licinio (313-324)                                                                   |
| Immagine                              | Valore                                | Dritto                                                                                                  | Rovescio | Datazione                             | Peso; diametro                                           | Catalogazione                                                                                           |
| ------------------------------------- | ------------------------------------- | --- | --- | ------------------------------------- | -------------------------------------------------------- | --- |
|                                       | Æ Follis                              | IMP CONSTANTINUS PF AVG, testa laureata verso destra.                                                   | SOLI INV-I-CTO COMITI, il Sol Invictus in piedi verso sinistra, la mano destra levata, tiene un globo nella sinistra; in esergo AQ S(ecunda). | 316/317                               | 20 mm, 3.73 g, 5 h; seconda officina.                    | RIC VII 1.                                                                                              |
|                                       | solido d'oro                          | LICINIVS AVGVSTVS, testa laureata verso sinistra con corazza;                                           | IOVI CONS LICINI AVG, Giove Ottimo Massimo sul trono verso sinistra, alla base la scritta SIC X / SIC XX, con una Vittoria in piedi verso destra su un globo nella mano destra ed uno scettro nella sinistra; ai piedi un'aquila in piedi verso sinistra, il capo verso destra, con le ali chiuse, tiene una corona nel becco; SMNΓ in esergo. | 317/318                               | 5.34 gr, 12 h (zecca di Nicomedia, terza officina);      | RIC Licinius, VII 20; Depeyrot 28 corr. (Giove seduto di fronte); Calicó 5100.                          |
|                                       | frazione di follis in bronzo          | CRISPVS NOBILISSIMVS CAES, testa laureata, busto verso destra con drappeggio e corazza.                 | PRINCIPA IVVENTVTIS, Crispo in piedi verso destra, tiene una lancia ed uno scudo; •TS•E• in esergo. | 317/318                               | 21mm, 3.52 gm. 5° officina                               | RIC Crispus, VII 20. VF, patina marrone scuro, rovescio stampato debolmente. Raro.                      |
|                                       | frazione di follis in bronzo          | DIVO CLAUDIO GOTHICO, testa velata e laureata verso destra.                                             | REQUIES OPTIMORUM [...], Claudio il Gotico seduto verso sinistra, solleva la mano e tiene un piccolo scettro; TSA in esergo. | 318                                   | 17mm, 1.21 g, 6h. 1° officina                            | RIC Constantinus I, VII 26 var. (marchio della zecca). EF, superficie scura, verde-marrone, molto rara. |
|                                       | Æ Follis                              | IMP CONSTAN-TINVS MAX AVG, testa laureata e busto con corazza ed elmo verso destra.                     | VICTORIAE LAETAE PRINCPE [RP?], due Vittorie in piedi una di fronte all'altre, insieme tengono uno scudo sul quale è scritto VOT/PR su due linee, al di sopra di un altare con una *; P(rima oficina) T(icinensis) in esergo. | 318/319                               | 16 mm, 2.93 gr, 6 h (zecca di Ticinum, prima officina)   | RIC VII 87.                                                                                             |
|                                       | Æ Follis                              | CONST-ANTINVS AVG, testa laureata e busto con corazza ed elmo verso destra.                             | VIRTUS EXERCIT, un labaro con inscritto VOT/XX su due linee; due prigionieri, schiena contro schiena seduti; S(ecunda oficina) una U e la T(icinensis) in esergo. | 319/320                               | 19 mm, 3.23 gr, 1 h (zecca di Ticinum, seconda officina) | RIC VII 122.                                                                                            |
|                                       | miliarense d'argento                  | CONSTANTINUS MAX AUG, testa verso destra;                                                               | CRISPVS ET CONSTANTINUS [...], i busti dei due figli di Costantino I, ora Cesari, uno di fronte all'altro; SIRM in esergo. | 320                                   | 23mm, 3.92 g                                             | RIC VII 14; Gnecchi pl. 29, 8; Bastien, Donativa p. 76, note 11; RSC 3.                                 |
|                                       | Æ Follis                              | CONSTAN-TINUS AVG, testa laureata verso destra.                                                         | DN CONSTANTINI MAX AUG, nel mezzo VOT/XX su due linee; un ramo di palma sui lati, a sinistra e destra; tutto all'interno di una corona di lauro; in esergo AQ P(rima). | 322                                   | 18 mm, 3.92 gr, 12h; prima officina.                     | RIC VII 104; Paolucci 262.                                                                              |
|                                       | Æ Follis                              | CONSTAN-TINUS AVG, testa laureata verso destra, indossa una trabea che tiene uno scettro con un'aquila. | BEATA TRAN***QUILLITAS, un globo posto su un altare, che reca la scritta VO-TIS XX; tre stelle nella parte superiore e P(rima oficina)TR•. | 322                                   | 19 mm, 3.26 gr, 6 h; zecca di Augusta Treverorum.        | RIC Constantinus I, VII 342.                                                                            |
|                                       | solido d'oro                          | D N CRISPVS NOBILISS CAES, testa laureata verso sinistra con corazza;                                   | VICTORIA AVG ET CAESS N N, la Vittoria in piedi, tiene in mano una corona con la destra e una palma nella sinistra, in basso due prigionieri seduti ai suoi piedi, a destra e a sinistra; SIRM in esergo. | 323                                   | 6.72 gm, 6h                                              | RIC Crispus, VII 35 e 36.                                                                               |
|                                       | follis                                | CONSTAN-TINVS AG, testa laureata verso destra.                                                          | SARMATIA DEVICTA, la Victoria avanza verso destra, tiene in mano un trofeo ed una palma, mentre calpesta un prigioniero seduto sulla destra; PLON in esergo. | 323/324                               | 19mm, 2.68 g, 6 h (zecca di Londinium)                   | RIC VII 290 (R2).                                                                                       |
|                                       | follis                                | CONSTANTINUS AVG, testa laureata verso destra.                                                          | SARMATIA DEVICTA, la Victoria avanza verso destra, tiene in mano un trofeo ed una palma, mentre calpesta un prigioniero seduto sulla destra; SIRM in esergo. | 324/325                               | 19 mm, 2.97 gr, 6h                                       | RIC VII 48.                                                                                             |
|                                       | follis                                | FL IVL CRISPVS IVN NOB CAES, testa laureata verso destra;                                               | ALEMANNIA DEVICTA, la Vittoria avanza, tenendo un trofeo ed una palma in mano, mentre un prigioniero è seduto ai suoi piedi; SIRM in esergo. | 324/325                               | 20mm, 3.15 gm                                            | RIC Crispus, VII 49; LRBC 803.                                                                          |
|                                       | follis                                | CONSTANTINVS IVN NOB CAES, testa laureata verso destra e busto con corazza;                             | ALEMANNIA DEVICTA, la Vittoria avanza, tenendo un trofeo ed una palma in mano, mentre un prigioniero è seduto ai suoi piedi; SIRM in esergo. | 324/325                               | 20mm, 3.40 gm                                            | RIC Constantinus II, VII, 50.                                                                           |
|                                       | solido                                | CONSTANT-INVS P F AVG, testa laureata verso destra;                                                     | ADVENTVS AVGVSTI N(ostri?), Costantino I a cavallo verso sinistra, alza la mano destra e tiene una lancia; SMAN in esergo. | 324/325                               | 4.52 gr (zecca di Antiochia)                             | RIC VII 48 var. (una stella sul retro); Alföldi 5 var. (idem); Depeyrot 41/1 var.                       |
| N.B.: Qui sopra alcuni esempi.        |                                       | | |                                       |                                                          | |